# Kasun Jayasuriya
Kasun Jayasuriya (Colombo, Sri Lanka; 25 de marzo de 1980) es un exfutbolista de Sri Lanka que jugaba en la posición de delantero.

## Carrera

### Club
| Periodo   | Club           |
| --------- | -------------- |
| 2000–2002 | Renown SC      |
| 2002–2003 | FC Indian Bank |
| 2000–2002 | Pettah United  |
| 2004-2006 | Dempo SC       |
| 2006-2017 | Ratnam SC      |
| 2017–2020 | Saunders SC    |

### Selección nacional
Jugó para Sri Lanka de 2000 a 2009 donde anotó 27 goles en 56 partidos, siendo actualmente el golador histórico de la selección nacional, con quien ganó la Copa Desafío de la AFC 2006.		

## Estadísticas

### Goles internacionales
| #   | Fecha     | Sede                                           | Rival          | Gol | Resultado | Torneo                                                     |
| --- | --------- | ---------------------------------------------- | -------------- | --- | --------- | ---------------------------------------------------------- |
| 1.  | 1-5-2000  | Rasmee Dhandu Stadium, Malé, Maldivas          | Maldivas       | 1–1 | 1–1       | 2000 MFF Golden Jubilee Tournament                         |
| 2.  | 25-8-2000 | Ho Chi Minh City, Vietnam                      | Vietnam        | 2–1 | 2–2       | 2000 HCM Cup                                               |
| 3.  | 28-3-2001 | Colombo, Sri Lanka                             | Camboya        | 1–0 | 1–0       | Amistoso                                                   |
| 4.  | 17-5-2001 | Beirut Municipal Stadium, Beirut, Líbano       | Pakistán       | 3–2 | 3–3       | Clasificación para la Copa Mundial de Fútbol de 2002 (AFC) |
| 5.  | 30-5-2001 | Suphachalasai Stadium, Bangkok, Tailandia      | Pakistán       | 1–0 | 3–1       | Clasificación para la Copa Mundial de Fútbol de 2002 (AFC) |
| 6.  | 30-5-2001 | Suphachalasai Stadium, Bangkok, Tailandia      | Pakistán       | 3–0 | 3–1       | Clasificación para la Copa Mundial de Fútbol de 2002 (AFC) |
| 7.  | 4-4-2002  | Sugathadasa Stadium, Colombo, Sri Lanka        | Maldivas       | 1–0 | 1–0       | Amistoso                                                   |
| 8.  | 21-3-2003 | Sugathadasa Stadium, Colombo, Sri Lanka        | Timor Oriental | 1–1 | 3–2       | Clasificación para la Copa Asiática 2004                   |
| 9.  | 21-3-2003 | Sugathadasa Stadium, Colombo, Sri Lanka        | Timor Oriental | 3–2 | 3–2       | Clasificación para la Copa Asiática 2004                   |
| 10. | 3-12-2003 | Sugathadasa Stadium, Colombo, Sri Lanka        | Laos           | 2–0 | 3–0       | Clasificación para la Copa Mundial de Fútbol de 2006 (AFC) |
| 11. | 2-4-2006  | MA Aziz Stadium, Chittagong, Bangladés         | Brunéi         | 2–0 | 3–0       | 2006 AFC Challenge Cup                                     |
| 12. | 12-4-2006 | MA Aziz Stadium, Chittagong, Bangladés         | Nepal          | 1–0 | 1–1       | 2006 AFC Challenge Cup                                     |
| 13. | 24-3-2007 | Sugathadasa Stadium, Colombo, Sri Lanka        | Malasia        | 1–4 | 1–4       | Amistoso                                                   |
| 14. | 2-4-2008  | Chungshan Stadium, Taipéi, Taiwán              | Guam           | 5–1 | 5–1       | 2008 AFC Challenge Cup qualification                       |
| 15. | 4-4-2008  | Chungshan Stadium, Taipéi, Taiwán              | Pakistán       | 1–0 | 7–1       | 2008 AFC Challenge Cup qualification                       |
| 16. | 4-4-2008  | Chungshan Stadium, Taipéi, Taiwán              | Pakistán       | 4–1 | 7–1       | 2008 AFC Challenge Cup qualification                       |
| 17. | 4-4-2008  | Chungshan Stadium, Taipéi, Taiwán              | Pakistán       | 7–1 | 7–1       | 2008 AFC Challenge Cup qualification                       |
| 18. | 6-4-2008  | Chungshan Stadium, Taipéi, Taiwán              | China Taipéi   | 2–2 | 2–2       | 2008 AFC Challenge Cup qualification                       |
| 19. | 2-8-2008  | Gachibowli Athletic Stadium, Hyderabad, India  | Birmania       | 1–1 | 1–3       | 2008 AFC Challenge Cup                                     |
| 20. | 4-4-2009  | Sugathadasa Stadium, Colombo, Sri Lanka        | Brunéi         | 1–0 | 5–1       | 2010 AFC Challenge Cup qualification                       |
| 21. | 4-4-2009  | Sugathadasa Stadium, Colombo, Sri Lanka        | Brunéi         | 3–0 | 5–1       | 2010 AFC Challenge Cup qualification                       |
| 22. | 4-4-2009  | Sugathadasa Stadium, Colombo, Sri Lanka        | Brunéi         | 4–0 | 5–1       | 2010 AFC Challenge Cup qualification                       |
| 23. | 4-4-2009  | Sugathadasa Stadium, Colombo, Sri Lanka        | Brunéi         | 5–0 | 5–1       | 2010 AFC Challenge Cup qualification                       |
| 24. | 6-4-2009  | Sugathadasa Stadium, Colombo, Sri Lanka        | China Taipéi   | 1–0 | 2–1       | 2010 AFC Challenge Cup qualification                       |
| 25. | 6-12-2009 | Bangabandhu National Stadium, Dhaka, Bangladés | Bután          | 3–0 | 6–0       | 2009 South Asian Football Federation Cup                   |
| 26. | 6-12-2009 | Bangabandhu National Stadium, Dhaka, Bangladés | Bután          | 4–0 | 6–0       | 2009 South Asian Football Federation Cup                   |
| 27. | 6-12-2009 | Bangabandhu National Stadium, Dhaka, Bangladés | Bután          | 5–0 | 6–0       | 2009 South Asian Football Federation Cup                   |

## Logros
Sri Lanka
- AFC Challenge Cup: 2006[8][9]